# Do You Know Where Your Children Are
Do You Know Where Your Children Are è un brano musicale del cantautore statunitense Michael Jackson, sesta traccia dell'album in studio postumo Xscape pubblicato dalla Epic Records/Sony Music nel 2014.

## Il brano
La canzone, scritta e prodotta da Michael Jackson, è stata composta e registrata inizialmente durante le sessioni dell'album Bad, tra il 1984 e il 1987, e sviluppata durante le prime registrazioni dell'album Dangerous, 1990-1991.
Il titolo e il testo della canzone furono ispirati da una campagna pubblicitaria statunitense di pubblicità pubblica dello stesso nome, andata in onda tra gli anni 60 e gli anni 80, in cui, alle 22 di sera, alcuni personaggi famosi apparivano sugli schermi televisivi statunitensi rivolgendo questa domanda ai genitori: «Sono le 22:00. Sai dove sono i tuoi figli?» («It’s 10pm. Do you know where your children are?»). La campagna nacque in seguito all'entrata in vigore del coprifuoco notturno per i minorenni in diverse grandi città statunitensi, a causa di rapimenti e scomparsa di minori, e per ricordare pertanto ai genitori di controllare i propri figli, in un'era in cui non esistevano i cellulari e i ragazzi erano soliti giocare sulle strade fino a tardi.
La canzone riguarda una ragazzina di dodici anni che vive in una famiglia disfunzionale, in cui il padre adottivo abusa di lei; questa ragazzina perciò scappa di casa e approda ad Hollywood in cerca di soldi facili e dove un uomo la aspetta promettendole la fama ma in realtà portandola sulla Sunset Boulevard per prostituirla.
La canzone rimase inedita per molti anni, per venire infine pubblicata postuma dopo la morte di Michael Jackson nel suo secondo album postumo nel 2014, intitolato Xscape, nella versione standard dell'album riarrangiata in chiave moderna da Timbaland e Jerome "J-Roc" Harmon, mentre nella versione deluxe venne aggiunta anche in versione demo originale. La canzone sollevò alcune polemiche a causa del testo ritenuto da alcuni critici musicali "controverso" a causa del tema trattato (l'abuso su minori) e di alcune precedenti accuse simili subite dal cantante, che però era stato assolto da tutti i capi d'imputazione nel 2005 dopo un processo giudiziario durato parecchi mesi.